# Ophrys lefkarensis
Ophrys lefkarensis är en orkidéart som beskrevs av Maria Theresia Josephine Jaqueline Segers och H.Walraven. Ophrys lefkarensis ingår i ofryssläktet, och familjen orkidéer.
Artens utbredningsområde är Cypern. Inga underarter finns listade i Catalogue of Life.